# مانويل جيفارا
مانويل جيفارا (بالإسبانية: Manuel Guevara) هو دراج فنزويلي، ولد في 15 يوليو 1969 في Villa de Cura ‏ في فنزويلا.

## وصلات خارجية
- مانويل جيفارا على موقع أرشيف الدراجات (الإنجليزية)
- مانويل جيفارا على موقع إحصائيات الدراجات الإحترافية (الإنجليزية)
- مانويل جيفارا على موقع نسبة الدراجات (الإنجليزية)
- مانويل جيفارا على موقع أوليمبيديا (الإنجليزية)